# Eurochor (Chor)
Der Eurochor ist ein christlicher Jugendchor, der aus Jugendlichen vieler Nationen Europas besteht. Hauptsächlich kommen seine Mitglieder aus Deutschland, Frankreich, der Schweiz, den Niederlanden, Rumänien und Belgien. Er wurde Anfang 1999 im Rahmen einer intereuropäischen Jugendkonferenz der freikirchlichen Gemeinschaft Kwasizabantu in Les Genêts d’Or (Frankreich) gegründet. Ziel ist es, das Evangelium auf eine musikalische Art und Weise zu verbreiten. Das Repertoire besteht aus geistlichen Liedern, die unter anderem in englischer, deutscher, französischer oder russischer Sprache vorgetragen werden. Bekannt sind vor allem die Weihnachtskonzerte des Chors.
Der Chor ist neben anderen Städten auch in Genf, Basel, St. Gallen, Straßburg, Paris, Valence, Ludwigsburg, Darmstadt, Gouda, Johannesburg, Durban und Norwich aufgetreten.
Geleitet werden die Sänger von dem Schweizer Pianisten und Dirigenten Daniel Kalisky. Dabei wird er von dem deutschen Pianisten Armin Neufeld  unterstützt. Die organisatorische Verantwortung trägt Michel Hégé. Die Chorleitung und ein Großteil der Jugendlichen stehen der Organisation Kwasizabantu nahe.